# Darío Suárez
Pedro Darío Suárez Castro (Cerro, La Habana, Cuba; 8 de agosto de 1992), conocido como Darío Suárez, es un futbolista cubano. Juega de extremo. Fue internacional absoluto por la selección de Cuba entre 2014 y 2015.

## Selección nacional
Debutó por la selección de Cuba en agosto de 2014 contra Panamá por un encuentro amistoso. Formó parte del plantel que disputó la Copa de Oro de 2015 en los Estados Unidos, Suárez jugó contra México y Trinidad y Tobago antes de abandonar la concentración del seleccionado y radicarse en Estados Unidos. Durante esa copa también abandonaron Keyler García, Arael Argüelles y Ariel Martínez.

## Clubes
| Club          | País           | Año       |
| ------------- | -------------- | --------- |
| FC La Habana  | Cuba           | 2014-2015 |
| AFC Ann Arbor | Estados Unidos | 2016-2017 |
| Miami FC      | Estados Unidos | 2018-2019 |
| FC Tulsa      | Estados Unidos | 2020-2023 |
| Detroit City  | Estados Unidos | 2023      |